# Леон-Дюфур, Ксавье
Ксавье Леон-Дюфур (фр. Xavier Léon-Dufour; 7 марта 1912, Париж — 13 ноября 2007, Париж) — французский библеист, историк Церкви. Католический священник, член ордена иезуитов.
В 1947 году вступил в орден иезуитов. В дальнейшем преподавал библеистику на богословских факультетах многих учебных заведений. В 1958—1965 годах был консультантом Папской библейской комиссии. Руководил «Библейскими неделями» и сотрудничал со многими религиозными и светскими изданиями, публикуя там свои исследования по библеистике. Принимал участие в качестве эксперта в работе Второго Ватиканского собора.
Главным трудом Леон-Дюфура стал «Словарь библейского богословия» (1962 год), созданный коллективом библеистов под его руководством. Словарь переведён более чем на 25 языков. Всего список трудов Леон-Дюфура насчитывает более 100 работ. Несколько важных работ посвящены Евангелию от Иоанна и его связи с синоптическими Евангелиями.
Скончался в Париже в 2007 году.